# Phomatospora acrostichi
Phomatospora acrostichi är en svampart som beskrevs av K.D. Hyde 1988. Phomatospora acrostichi ingår i släktet Phomatospora, ordningen kolkärnsvampar, klassen Sordariomycetes, divisionen sporsäcksvampar och riket svampar.   Inga underarter finns listade i Catalogue of Life.